# Nemesia manderstjernae
Nemesia manderstjernae là một loài nhện trong họ Nemesiidae.
Nemesia manderstjernae được miêu tả năm 1871 bởi L. Koch.